# Карбид цинка
Карби́д ци́нка (углеро́дистый цинк, химическая формула — ZnC2) — бинарное неорганическое соединение цинка и углерода. 
При стандартных условиях, карбид цинка — белый порошок, реагирующий с водой.

## Физические свойства
Карбид цинка образует белый порошок, хорошо реагирующий с водой.

## Химические свойства
- Реагирует с водой с образованием гидроксида цинка и газообразного ацетилена:

{\displaystyle {\mathsf {ZnC_{2}+2H_{2}O\ {\xrightarrow {}}\ Zn(OH)_{2}+C_{2}H_{2}\uparrow }}}

## Получение
- Пропускание ацетилена через раствор диэтилцинка в лигроине:

{\displaystyle {\mathsf {Zn(C_{2}H_{5})_{2}+C_{2}H_{2}\ {\xrightarrow {}}\ ZnC_{2}+2C_{2}H_{6}\uparrow }}}